# Påskeopstanden 1916
|  | Artiklen indgår i en serie om Irlands historie |
Påskeopstanden (irsk: Éirí Amach na Cásca) fandt sted i Irland i påsken 1916. Opstanden var militante irske republikaneres forsøg på at opnå uafhængighed fra Storbritannien. Det er den vigtigste opstand siden opstanden i 1798.
Opstanden varede fra 24. april til 30. april 1916 og var planlagt af Irish Republican Brotherhood:
- Irish Volunteers under ledelse af Patrick Pearse
- Irish Citizen Army under ledelse af James Connolly
- 200 medlemmer fra Cumann na mBan

Oprørerne bemægtigede sig nøglepositioner i Dublin. Også andre steder i Irland var der handling, men bortset fra angrebet på en RIC-kaserne i Ashbourne, County Meath var der tale om mindre hændelser.
Opstanden blev nedkæmpet efter seks dage, og dens ledere stillet for en krigsret og henrettet. Det var med til at bringe den militære gren af irsk nationalisme tilbage som en dominerende politisk magt. Ved valget i 1918, det sidste valg i Irland til det britiske parlament, vandt republikanerne 73 af 105 pladser ved at undsige Westminster og være for irsk uafhængighed. I januar 1919 sammenkaldte de ikke fængslede Sinn Féin-medlemmer den første Dáil og dannede den irske republik. Da den britiske regering nægtede at anerkende den nye stat, førte det til den irske uafhængighedskrig.

## Baggrund
Siden Storbritannien og Irland ved unionsloven i 1800 var forenet til Det Forenede Kongerige Storbritannien og Irland, havde unionsmodstanden vist sig i to former: En parlamentarisk og en voldelig.
Daniel O´Connell, der grundlagde Repeal Association i 1840, arbejdede for en fredelig udtræden, der skulle opnås ved at lægge pres via det engelske underhus og politiske massemøder. Organisationen Young Irelanders var oprindeligt en gren af O´Connells bevægelse, men brød ud fra den i 1846 for at stifte Irish Confederation, hvis ledere William Smith O´Brien, Thomas Francis Meagher og John Blake Dillon førte an i Young Irelander opstanden i 1848. Den Feniske bevægelse var med deres opstand i 1867 et andet eksempel på den voldelige militante strategi. Opstanden mislykkedes, men bevægelsen fortsatte som et stærkt hemmeligt edsbundet samfund. I 1873 blev der holdt en fenisk kongres i Dublin, hvor bevægelsen skiftede navn til Irish Republican Brotherhood samt vedtog en forfatning. To resolutioner blev vedtaget:
- At centralkomitéen i IRB skulle agere som den irske republiks regering.
- At formanden skulle være præsident indtil den dag at det irske folk selv kunne vælge sig en præsident.[3]

Det lykkedes for Hjemmestyrebevægelsen og Charles Stewart Parnell's Irish Parliamentary Party at få valgt flere medlemmer til det engelske underhus, og i kraft af en parlamentarisk nøgleposition kunne de true med at obstruere det politiske arbejde. Det lykkedes derfor at få forhandlet tre hjemmestyrelove på plads. Parnells mål begrænsede sig dog ikke til hjemmestyre. Det blev klart, da han i en tale i januar 1885 sagde "Ingen mand har ret til at sætte grænser for en hel nations march." Den første hjemmestyrelov blev nedstemt i det engelske underhus i 1886. Den anden hjemmestyrelov i 1893 blev vedtaget i underhuset, men nedstemt i det engelske overhus. Den tredje hjemmestyrelov i 1912 blev igen stemt igennem i underhuset og nedstemt af overhuset, men grundet den ny parlamentslov (gennemført af H.H. Asquith med hjælp fra John Redmond, der blev leder af IPP efter Parnells død) ville loven blive gennemført to år efter. I modsætning til Parnell, så Redmond hjemmestyre som det endelige politiske mål.
Såvel Ulsters unionister med Edward Carson i spidsen, Tories og det engelske overhus var modstandere af hjemmestyre, da det var i modstrid med deres interesser. 13.januar 1913 dannede unionisterne Ulster Volunteer Force for voldeligt at kunne modgå det snarlige påbud om hjemmestyre, og endvidere kom der trusler om voldelig aktion i tilfælde af et hjemmestyre fra engelske konservative her af den konservative leder Andrew Bonar Law. I opposition hertil dannede tilhængere af hjemmestyre 25. november 1913 Irish Volunteers, en militant gruppe der skulle sikre hjemmestyret. Hjemmestyreloven modtog kongelig stadfæstelse 18. september 1914, men undtog et endnu ikke afgrænset område i Ulster Loven blev suspenderet som følge af 1.verdenskrig, der var udbrudt en måned tidligere. Det medførte, at Irish Volunteers deltes i to grene
- en klar majoritet der støttede briterne og de allierede i 1.verdenskrig i form af det nydannede National Volunteers.
- en mindre gren regrupperede Irish Volunteers, under ledelse af Thomas Clarke og Seán MacDermott,[11] og fortsatte bestræbelserne på ikke at lade sig nøje med hjemmestyre inden for den britiske krone, men for en uafhængig irsk republik.[12]

.

## Planlægning af opstanden
Planen om opstanden blev født allerede få dage efter krigen mod Tyskland i august 1914. Det øverste råd i IRB trådte sammen i Parnell Square 25, hvor de ud fra den gamle irske maksime "Englands nød er Irlands chance" besluttede at tage aktion inden krigen var ovre. Rådet besluttede sig for tre ting: At etablere et militært råd, søge al mulig hjælp fra Tyskland og sikre kontrol med "The Volunteers".
Selvom det var IRB's langsigtede mål at få en selvstændig irsk republik, havde ingen illusioner om, at det kunne opnås ved en enkelt opstand. Ifølge historikeren Eoin Neeson, havde lederne ikke kalkuleret med en mulig militær sejr, men stillede sig tilfreds med militære markeringer. IRB havde tre formål med opstanden: For det første at erklære en irsk republik, for det andet at revitalisere folkets gejst og vække den separatistiske nationale glød og for det tredje at fordre en plads ved efterkrigstidens fredsforhandlinger
.
Derfor planlagde IRB's kasserer Tom Clarke et militært råd. Først bestod det af Patrick Pearse, Eamonn Ceannt og Joseph Plunkett. Han selv og Séan Mac Diarmada blev føjet til kort tid efter. Alle var de medlemmer af IRB og med undtagelse af Clarke også af Irish Volunteers.
IRB's andet mål var allerede godt i gang med at lykkes. IRB havde infiltreret en lang række af organisationer som Gaelic Athletic Association, The Gaelic League, Sinn Féin, fagforeningerne og siden Citizen Army.
Volunteers kom gradvist mere under IRB's kontrol, organisationen var dannet af IRB i 1913, med det formål at iscenesætte en opstand, og det blev en sag for IRB's medlemmer høj som lav at fremme dens status. Gennem disse organisationer ville de presse nationalisme, separatisme og i sidste instans forandring igennem; Fra 1916 var en stor del af lederskabet i Volunteers passionerede republikanere. En bemærkelsesværdig undtagelse var grundlæggeren og stabschefen Eoin MacNeill, der ikke kendte IRB's intentioner. MacNeill havde derimod en ide om at bruge IRB i en forhandlingssituation over for briterne efter 1.verdenskrig.
I Tyskland åbnedes forhandlinger med den tyske overkommando under ledelse af Theobald von Bethmann-Hollweg, grev Rudolph Nadolny og kaptajn Heydal i Tyskland. IRB (Irish Republican Brotherhood) var repræsenteret af Joseph Plunkett (der rejste til Berlin i 1915) foruden hans fader grev Plunkett. Roger Casement var også tilstede; han så sig selv som repræsentant for Volunteers. Casement blev aldrig medlem af IRB og forblev uvidende om, i hvor høj grad IRB havde infiltreret Volunteers. Der blev også foretaget forhandlinger i Amerika med den tyske ambassadør i Washington D.C., Grev Johann Heinrich von Bernsdorff og førstesekretæren Wolf von Igel. Også John Devoy fra Clan na Gael var involveret i disse forhandlinger. Forhandlinger foregik i 1914, 1915 og 1916. Forhandlingerne førte frem til IRB, såfremt de ville være i stand til at sikre den irske nation status af "en ulovlig fratagelse af status af stat" så ville tyskerne afse dem en høring ved efterkrigstidens fredskonference.
James Connolly, leder af Irish Citizen Army (ICA) en gruppering af væbnede mænd og kvinder i socialistiske fagforeninger, var totalt uvidende om IRB's planer og såfremt andre bakkede ud af opstanden, truede han med prompte at sætte opstanden i gang. Da ICA imidlertid kun rådede over en styrke på knap 200 mand, ville en opstand utvivlsomt have været et håbløst foretagende. Det er dog tænkeligt, at hvis ICA alene havde indledt en opstand, så var IRB og Volunteers sandsynligvis kommet dem til undsætning. De blev enige om at gennemføre opstanden sammen den kommende påske og Connolly blev gjort til det sjette medlem af den militære komité (siden ville Thomas MacDonagh blive det syvende og sidste medlem af komiteen).
I et forsøg på at modarbejde angivere (og IRB's ledelse) beordrede Pearse i de tidlige aprildage Volunteers til tre dages "Parader og Manøvrer" på Påskedag (hvilket han kunne gøre som bestyrelsesmedlem). Ideen bag en sådan manøvre var, at republikanerne i organisationen nøjagtigt ville vide hvad det betød, mens folk som MacNeill og de britiske myndigheder på Dublin Castle ikke ville tage det for mere end det umiddelbart gav sig ud for. Imidlertid fandt MacNeill ud af, hvad der var under opsejling, og truede med "at gøre alt hvad der stod i hans magt for at underrette Dublin Castle" for at forhindre en opstand.
Kortvarigt lykkedes det at få MacNeill til at gå med til handling på et vist niveau, idet Mac Diarmada afslørede, at IRB sammen med Roger Casement ventede en skibsladning af tyske våben, der snart ville blive indsmuglet i County Kerry. Selv om han støttede Volunteers' ret til modstand og de oprindelige manøvrer, frygtede han, at de engelske myndigheder, hvis de fik nys herom, ville nedkæmpe Volunteers. Skuffet over den tyske assistance returnerede Casement til Irland i en tysk ubåd, han blev imidlertid fanget under landsætning ved Banna Strand nær Traleebugten. Våbenladningen, der var om bord på det tyske skib Aud maskeret som en norsk fisketrawler, var torpederet efter den var blevet afvist af den britiske flåde, efter at de lokale Volunteers ikke var kommet på det aftalte sted.
Da MacNeill næste dag fandt ud af, at den tyske våbenladning var sænket, indtog han sit oprindelige kritiske synspunkt. Med støtte af ligesindede ledere som Bulmer Hobson og O´Rahilly udstedte han en kontraordre til alle Volunteers om at indstille alle handlinger for søndagen. Dette var kun med til at udskyde opstanden med en dag, men var med til kraftigt at reducere det samlede antal af fremmødte Volunteers.
Den britiske maritime efterretning havde haft mistanke om såvel mulige våbenladninger, Casements tilbagevenden samt datoen i påsken, da de havde opsnappet radiobeskeder mellem Tyskland og dets amerikanske ambassade, som var blevet dechifreret i marineministeriets rum 40. Disse informationer blev 17.april bragt videre til den irske departementschef, sir Matthew Nathan, men da de ikke afslørede deres kilder tvivlede Nathan om deres nøjagtighed. Da nyhederne om torpederingen af Aud og tilfangetagelsen af Casement nåede Dublin, konfererede Nathan med kongens irske stedfortræder Lord Wimborne. Nathan foreslog et angreb på Liberty Hall, Citizen Armys hovedkvarter, Volunteers ejendomme ved Father Matthew Park og ved Kimmage, men Wimborne gik ind for en massearrestation af lederne. Det blev besluttet at udskyde enhver handling til efter 2.påskedag. I mellemtiden telegraferede Nathan til førsteministeren i London, Augustine Birrell for at få hans godkendelse. Da Birrell svarede på kabeltelegrammet ved middagstid 24.april 1916, var opstanden i gang.

## Opstanden

### Påskemandag
Volunteers division i Dublin var organiseret i fire bataljoner. På grund af kontraordren var fremmødet langt mindre end planlagt. 1. bataljon under ledelse af Ned Daly mønstrede ved Blackhall Street omkring 250 mænd. Deres opgave var at okkupere Four Courts og områderne i nordvest af hensyn til at sikre sig mod angreb fra vest, primært Royal og Marlborough kasernerne: undtagelsen var det særlige D-kompagni, en gruppe på 12 mand under ledelse af Seán Heuston, der havde til opgave at besætte Mendicity Institution over for Four Courts ved Liffeyfloden. 2. bataljon på godt 200 mænd under ledelse af Thomas MacDonagh samledes ved St. Stephens Green og havde som mål at besætte Jacob's kiksefabrik i den sydlige del af byen, samt et mindre antal mænd der mødtes ved Fairview i den nordøstlige del af byen, og som senere direkte havde kurs mod General Post Office. Ï sydøst stod 3. bataljon under ledelse af kommandant Éamon de Valera med omkring 130 mænd, der skulle besætte Bolands brødfabrik og omkringliggende bygninger for at omringe Beggars Bush kasernen samt hovedvejen og jernbanen fra havnen i Kingstown (i dag Dún Laoghaire). 4. bataljon under kommandant Eamonn Ceannt mønstrede på Emerald Square i Dolphin's Barn; den skulle erobre arbejdsanstalten kendt som det sydlige Dublins fagforening i sydvest for at sikre det mod angreb fra militærbasen Curragh. Derudover samledes en fælles styrke på 400 mand af Volunteers og ICA ved Liberty Hall under James Connolly. Ud af disse sendte sendtes ca. 100 mand under ledelse af kommandant Michael Mallin for at forsvare St. Stephen's Green, samt en lille afdeling af ICA og kommandant Séan Connolly blev sendt af sted for at bemægtige sig området omkring Rådhuset, lige ved siden af Dublin Castle med kontorbygningerne til Daily Express. De resterende havde som formål at erobre General Post Office. Det var bataljonernes hovedkvarter og udover Connolly omfattede det yderligere fire medlemmer af militærrådet; Patrick Pearse, præsident og chefskommandant, Tom Clarke, Seán Mac Dermott og Joseph Plunkett.
Ca. klokken 12.00 middag angreb en lille gruppe af Volunteers og Fianna medlemmer det befæstede magasin i Phoenix Park hvor den fik afvæbnet vagterne. En eksplosion, der ikke blev hørt i byen, var uden resultat, da det ikke lykkedes at skaffe våben. Samtidig foretog Citizen Army og Volunteers sig bevægelser rundt i byen for at erobre og sikre sig deres positioner. Sean Connollys enhed lavede et angreb på Dublin Castle, hvor de skød en politivagtmand og overmandede soldaterne i vagtstuen. Men angrebet blev ikke fuldt gennemført. Departementschef Sir Matthew Nathan, der var på sit kontor sammen med oberst Ivor Price, fra den militære efterretningstjeneste, A.H.Norway, chefen for postkonteret, blev alarmeret af skuddene og hjalp med at lukke slottets porte. Oprørerne besatte Dublins Rådhus og de nærliggende bygninger. Mallins afdeling, der blev forenet med Constance Markiewicz (grevinde Markiewicz), besatte St. Stephens Green hvor de gravede skyttegrave og beslaglagde køretøjer til at bygge barrikader med. De erobrede adskillige bygninger, bl.a Royal College of Surgeon, men afstod fra at gøre et erobringsforsøg mod Shelbourne Hotel, en høj bygning med udsigtspunkt over hele parken. Dalys mænd, der byggede barrikader ved Four Courts, var de første der kom i kamp. En eskadron fra 5. og 12.lansener, del af 6.kavaleris reserveregiment, ledsagede en ammunitionskonvoj langs den nordlige kaj, da de kom under beskydning fra rebellerne. De måtte søge dækning i en af de nærliggende bygninger, da de var ude af stand til at bryde igennem. Hovedkvarterets bataljon, der blev anført af Connolly, marcherede den korte vej til O´Connellstreet. Den stormede det centrale posthus, GPO, sendte kunder og personale ud og tog flere britiske soldater til fange. De hejste to forskellige flag i flagstængerne i hver ende af taget på GPO: På hjørnet af Henry Street hejste den den irske trikolore, mens der på hjørnet af Princess Street blev hejst et grønt flag med den gule indskrift Irish Republic. Proklameringen af den irske republik blev udråbt af Patrick Pearse uden for GPO kort tid efter.
Den britiske hærs ledende kommandør, general Lovick Friend, var på orlov i England. Da opstanden begyndte, kunne den ledende officer i Dublins garnison, oberst Kennard, ikke findes. Hans adjudant, oberst H.V.Cowan, telefonerede til Marlboroughkasernen og beordrede en troppeafdeling til Sackville Street (nu O´Connellstreet) for at undersøge situationens alvor. Så telefonerede han Richmond, Portobello og Royal Barracks og beordrede dem til at sende undsættende tropper til Dublin Castle. Endeligt kontaktede han Curragh og bad om forstærkning til Dublin. En eskadron fra det 6.kavaleris reserveregiment, sendt af sted fra Marlborough Kaserne, begav sig ned ad Sackville Street. Da den passerede Nelson´s Pillar på højde med GPO, åbnede oprørerne ild og dræbte tre kavalerister og to heste. og sårede en fjerde mand dødeligt. Kavaleriet trak sig tilbage til kasernen. Handlingen bliver ofte omtalt, lidt unøjagtigt, som Charge on the Lanceners (da:Stormen på lansenerne)
En afdeling fra 3. reservebataljon i Royal Irish Regiment (RIR) nærmede sig byen fra Richmond Kasernen, og stødte sammen med en forpost af Éamonn Ceannts styrke, der var under ledelse af kommandør John Joyce i Mount Brown i det nordvestlige hjørne af South Dublin Union. En kommando på tyve mand under løjtnant George Malone blev beordret til at marchere til Dublin Castle. De begav sig den korte vej med riflerne i hvile og uladte, til de kom under beskydning, hvor de mistede tre mænd i første salve, inden de fandt dække i et garveri. Malones mund blev ramt af en kugle, netop som han kom ind. Den ledende officer, oberstløjtnant R.L. Owens, bragte de sidste af hans mænd frem fra Richmond Kasernen. Et kompagni med Lewis maskingevær blev sendt til britiske militære hovedkvarter (nuRoyal Hospital) for at overvåge South Dublin Union. Hovedparten af styrken indtog stillinger langs den østlige og sydlige mur til South Dublin Union, hvor den besatte huse og boligblokke, hvorfra de åbnede ild mod oprørerne og tvang Joyce og hans mænd til at trække sig tilbage. En lille afdeling under ledelse af løjtnant Alan Ramsey brød gennem en åben dør tæt ved Rialtoporten, men Ramsey blev skudt og dræbt og angrebet afvist. Et andet angreb under kaptajn Warmington førte til at døren blev erobret, men Warmington blev dræbt. De mænd, der forsøgte at bryde ind gennem døren blev beskudt langs Jameson's Destilleri i Marrowbone Lane. I sidste instans blev briternes overlegenhed i antal og våben afgørende; de kæmpede sig ind gennem døren og de små styrker i den østlige ende af South Dublin Union overgav sig.

### Tirsdag til Søndag
Til at begynde med koncentrerede de britiske styrker sig om at sikre Dublin Castle og at isolere rebellernes hovedkvarter. Det mente de lå i Liberty Hall. Den britiske kommandør, brigadegeneral Lowe, arbejdede langsomt. Han vidste ikke, hvor stor en styrke han var oppe imod. Han havde kun 1200 mand til rådighed, da han ankom fra Curragh-lejren tidligt tirsdag 25.april. Rådhuset blev generobret tirsdag morgen. Oprørernes stillinger blev forsvaret i St.Stephen's Green af Citizen Army under ledelse af Michael Mallin, men blev uholdbar, da briterne placerede snigskytter med maskingeværer på Shelbourne Hotel og de omliggende bygninger. Nu trak Mallins folk sig tilbage til Royal College of Surgeons.
Briternes våbenstyrke blev øget med feltartilleri fra garnisonen i Athlone, som de placerede i den nordlige del af byen ved Phibsborough, ved Trinity College og på patruljeskibet Helga, der kom fra Kingstown (i dag: Dun Laoghaire). Lord Wimborne, kongens stedfortræder i Irland, erklærede militær undtagelsestilstand tirsdag aften. Onsdag 26.april bombarderede han Liberty Hall med kanonerne på Trinity College og Helga, hvorefter han vendte våbnene fra Trinity mod O´Connell Street.
Forstærkninger fra London blev landsat i Kingstown om morgenen den 26.april. Da de på vej til Dublin mødte rebellernes stærke position ved Grand Canal, førte det hårde kampe med sig. Regimentet Sherwood Forester blev gentagne gange fanget i krydsild, da det forsøgte at krydse kanalen ved Mount Street. Det lykkedes 17 medlemmer af Volunteers at forsinke den britiske fremrykning alvorligt og dræbe ca. 240 mænd. Oprørernes stilling ved South Dublin Union (hvor dagens St. James' Hospital ligger) længere vest på langs kanalen gav de britiske tropper svære tab mod Dublin Castle. Cathal Brugha, en af oprørernes officerer, udmærkede sig i denne kamp og blev hårdt såret.
Da hovedkvarterets garnison var blevet bombarderet i dagevis, blev den tvunget til at opgive hovedkvarteret, da brande var ved at sprede sig til GPO. For at evakuere GPO rykkede de til en ny position i Moore Street via tunneler til bygningerne ved siden af. Det var fra det nye hovedkvarter, at Pearse den 29. april udsendte en overgivelsesordre til samtlige kompagnier, da han havde indset at han ikke kunne bryde ud uden tab af civile liv.

### Opstanden uden for Dublin
Enheder fra Irish Volunteers var klar til at deltage i opstanden flere steder rundt om i landet, men pga. Eoin MacNeills kontraordre vendte mange af dem hjem uden at have været i kamp. Afvisningen af den tyske våbenleverance fra skibet Aud gjorde, at Volunteers i provinsen var dårligt bevæbnet.
Ved Ashbourne i County Meath angreb North County Dublin Volunteers (også kendt som Fingal Volunteers) anført af Thomas Ashe og hans næstkommanderende Richard Mulcahy RIC's(Royal Irish Constabulary) kaserne. Der kom forstærkninger fra Slane, og efter et fem timers kamp tog Volunteers over 90 fanger. 8-10 fra RIC blev dræbt, mens to fra Volunteers blev dødeligt såret. Slaget var med til at skabe præcedens for den taktik Irish Republican Army benyttede sig af under den Irske uafhængighedskrig fra 1919 til 1921. Andetsteds i det østlige Irland dræbte Séan MacEntee og County Louth Volunteers en politimand og en sikkerhedsvagt. I County Wexford overtog Volunteers kontrollen med byen Enniscorthy fra tirsdag til fredag, før de overgav sig til den britiske hær . Symbolsk ved Vinegar Hill – hvor et berømt slag under den Irske opstand i 1798 havde fundet sted.
I den vestlige del af landet anførte Liam Mellows 600-700 Volunteers i fejlslagne angreb på politistationerne i Oranmore og Clarinbridge i County Galway. Endvidere var der skærmydsler i Carnmore hvor to RIC'ere blev dræbt. Men hans mænd var udrustet med kun 25 rifler og 300 haglgeværer og mange endda kun med spyd. Imod ugens slutning blev Mellows tilhængere gradvist mere dårligt forsynet og hørte samtidig, at briterne ville få sendt store forstærkninger mod vest. Derudover ankom det britiske krigsskib HMS ''Gloucester'' til Galwaybugten, hvorfra det bombarderede oprørernes hovedkvarter i Athenry. Den 29. april vurderede Volunteers at situationen var håbløs og spredte sig fra Athenry. Mange af dem blev arresteret, mens andre som Mellows tog flugten og forsvandt. Da de britiske forstærkninger ankom til vest var opstanden allerede opløst.
I nord var adskillige kompagnier fra Volunteers mobiliseret i County Tyrone og 132 mænd på Falls Road i Belfast.
I syd mønstrede over 1000 medlemmer af Volunteers på påskedag i Cork under ledelse af Tomás Mac Curtain , men de spredtes for alle vinde efter at have modtaget adskillige modstridende oplysninger fra ledelsen i Dublin.

### Ofre
Alt i alt rapporterede den britiske hær, at den havde mistet 116 mand, 368 sårede og ni savnede. 16 politifolk døde og 29 blev såret. På irsk side var der tale om 318 dræbte og 2.217 sårede. Volunteers og ICA mistede 64 mænd, men i andre opgørelser skelnes der ikke mellem civile oprørere.

## Eftervirkning
General Maxwell gav kort tid efter opstanden udtryk for sin hensigt om "at arrestere alle farlige Sinn Fein-mænd". Det var "alle dem der havde taget aktiv del i bevægelsen, også selv om de ikke havde engageret sig i opstanden". Det afspejlede det udbredte synspunkt i offentligheden at Sinn Féin, en separatistisk organisation der hverken var militant eller republikansk, stod bag opstanden.
I alt blev 3.430 mænd og 79 kvinder arresteret, men de fleste blev løsladt kort efter. I forsøget på at arrestere medlemmer af Kent-familien i County Cork 2.maj, blev en ledende konstabel skudt i ildkamp. Richard Kent blev også dræbt, mens Thomas og William Kent blev arresteret.
En række militærretsdomme fra 2.maj dømte 90 til døden. Femten af dem fik deres dødsdom stadfæstet af Maxwell (fx alle syv underskrivere af uafhængighedserklæringen) og blev henrettet mellem 3.maj og 12.maj (også den hårdt sårede Connolly med en knust ankel blev bundet til en stol). Ikke alle de henrettede var ledere:
- Willie Pearse beskrev sig som "personlig attaché for min bror Patrick Pearse":
- John MacBride, der end ikke havde bemærket, at der var en opstand, men som havde kæmpet mod briterne i Boerkrigen femten år tidligere:
- Thomas Kent blev henrettet for mordet på en politibetjent under ransagningen af hans hus en uge tidligere.

Den mest prominente, der undgik at blive henrettet var Éamon de Valera, der var kommandant i 3. bataljon.
En kongelig undersøgelseskommission skulle finde frem til opstandens årsager. Under ledelse af Lord Hardinge af Penshurst begyndte afhøringer den 18.maj. Kommissionen hørte vidneudsagn fra sir Matthew Nathan, Augustine Birrell, lord Wimborne, sir Neville Chamberlain (der var generalkommissær i RIC), general Lovick Friend og major Ivor Price fra militærets efterretningstjeneste samt flere andre. Undersøgelseskommissionens rapport kom 26.juni og var kritisk over Dublin administrationen, idet den sagde "Irland i adskillige år havde været administreret efter principper, der anså det for mere sikkert at holde sig i ro og at lade loven hvile og ved at afholde sig fra kollision med en hvilken som helst klike kunne man holde det irske folk i ro". Birrell og Nathan trak sig straks efter opstanden. Wimborne havde også modstræbende trukket sig, men blev genvalgt, mens også Chamberlain sagde op kort efter.
1.480 mænd blev interneret i England og Wales efter regel 14B i Forsvarets områdelov fra 1914, hvoraf mange, som Arthur Griffith, intet havde at gøre med opstanden. Interneringslejre som Frongoch blev Revolutionsuniversiteter, hvor fremtididge ledere som Michael Collins, Terence McSwiney og J.J.O´Connell begyndte at planlægge revolutioner. Roger Casement blev dømt i London for højforræderi og hængt i Pentonville Prison 3.august.
Ifølge Peter Beresford Ellis er folks erindring, at Dublins borgere hånede fangerne på deres vej til fængsel, og at denne opfattelse næsten er blevet hugget ud i sten som sandheden. Han spørger, om det ikke ville være tænkeligt at den engelske propaganda kunne have interesse i at fremstille et sådant syn overfor omverdenen, og at ingen aviser var tilbøjelige til at fremstille modstridende opfattelser.
Et eksempel også fremført af Beresford Ellis bruger Dorothy Macardle, der skrev i The Irish Republic: "Folket havde ikke rejst sig, men forbandet oprørerne". I Agony at Easter: The 1916 Irish Uprising (da: Dødskamp ved Påske: Den irske opstand 1916) skriver "de besejrede oprørere sandede snart, hvad de fleste dublinere mente om deres opstand, da en grove mængder kom væltende ud fra sidegaderne for at antaste dem... bølgen af fornærmelser var så bidsk og ætsende at den ramte oprørerne med en næsten skadelig psykisk".
Ifølge Beresford Ellis blev dette syn på opstanden mindre holdbart, da en hidtil ubemærket øjenvidneskildring kom frem i 1991. Ifølge Beresford Ellis var den canadiske journalist Arthur MacKenzie en af sin tids bedst kendte og anerkendte. Han var en af to canadiske journalister, der ankom til Dublin, da englænderne sendte forstærkninger for at nedkæmpe opstanden. McKenzie. havde ingen respekt for hverken irske oprørere eller tyske sympatisører, sådan som han opfattede dem, ej heller var han anti-imperialist
McKenzie udgav i London sammen med C. Arthur Pearson The Irish Rebellion: What Happened and Why, hvor han noterede "Jeg har været igennem mange beretninger om den offentlige holdning i Dublin i disse dage. De samstemmer i, at befolkningens utvetydige sympati lå hos de britiske. Der skal ikke herske tvivl om at disse beretninger stammer fra den rigere del af byen, men ikke stemmer med den stemning jeg oplevede i de fattigere dele af byen. Det tydede tværtimod på en overvejende sympati med rebellerne, specielt efter at de var besejret." Beresford Ellis citerer en passage, hvor McKenzie noterer folkemængdens begejstring, da en engelsk garnison ankom og at han kommenterer til sin kammerat at de hylder soldaterne. Da han opdagede at soldaterne eskorterede irske fanger indså han at det var oprørerne, der blev hyldet. Oprørerne kom gående i militær formation, hvor de højt og triumferende sang deres oprørssange. McKenzie interviewede en gruppe på et gadehjørne, "selvfølgelig, hylder vi dem" sagde en kvinde, "Hvorfor skulle vi ikke, er de ikke vores eget kød og blod?". Da McKenzie var klædt i gulbrunt på sin færd rundt i Dublin, blev han forbandet åbent af mange, da de tog ham for at være en britisk soldat og "alle der lignede mig blev også forbandet". Den britiske officer J.W.Rowath havde en lignende oplevelse, da han konstaterede at "horder af mænd og kvinder takkede os med knytnæver og forbandelser".
Brian Barton og Michael Foy citerer Frank Robbish fra Irish Citizen Army, der registrerer at have set en gruppe dublinborgere, der var samlet for at hylde oprørerne, mens de marcherede ind i Richmond Kasernen. De kunne endvidere rapportere at da De Valera overgav Boland´s Mill stod der folk i Grand Canal Street og Hogan Place og bønfaldt dem om ikke at overgive sig, men i stedet at søge beskyttelse i deres huse. Heraf konkluderede Foy og Barton at "Den offentlige holdning var alt andet end entydig fjendtlig overfor oprørerne i et område som politiet i månederne forinden havde kontrolleret gradvist mere militant. Flere af de britiske soldater noterede en stærk antipati mod dem." I området South Dublin Union noterede borgmester de Courcy Wheeler, at der ikke var nogen antipati mod oprørerne at spore: "Der var ingen tvivl om, at al deres beundring tilhørte de overgivende oprørere".
Beresford Ellis mener, at ovennævnte beretninger er i direkte modsætning til hidtidig opfattelse. Dette syn deles af Barton og Foy der specielt vægter den begejstring der tilstrømmede de fanger der blev eskorteret væk. Henvisende til detailhandlerens John Clarkes dagbog: "Her ender det sidste forsøg for stakkels gamle Irland. Sådan nogle prægtige fyre. Cremen her til lands. Ikke som jer andre gadedrenge
.
Foy og Barton mente, at der var andre faktorer, der kunne vise modsætninger i den hidtidige opfattelse af borgernes ensidige begejstring for opstandens udfald. De undersøgte den rute, hvoraf de britiske soldater bragte de irske oprørere. Michael Mallins kolonne blev sat til at marchere to mil igennem området ved Richmond kasernerne, som var kendt som "stærkt loyalistisk og protestantisk håndværksklassedistrikt". Området var kendt for, at Royal Dublin Fusiliers og andre irske regimenter i den britiske hær hentede deres rekrutter her. Det blev sagt, at folk rundt om Richmond Kasernen var økonomisk afhængige af militæret. Så giver det mening at de kvinder, hvis sønner kæmpede i Frankrig, ikke havde forståelse for dette oprør. Fangerne har siden kunnet fortælle, at de så præsterne i Church Street irettesatte oprørerne og de sårede. At disse faktorer har været kraftigt medvirkende til at oprørerne ikke blev hyldet i byen er sjældent nævnt, det er derimod nævnt gennem mange år, at Dublins borgere ytrede deres mishag mod oprørerne, så det til sidst er blevet den kollektive erindring om hvad der skete.
Beresford Ellis konkluderer, at opstanden i 1916 ikke er et udtømt forskningsfelt, og at vi heraf må have lavet flere undersøgelser før at vi kan vurdere perioden i "dens rette historiske kontekst". Påstanden om at det var en upopulær opstand gennemført af en lille forsamling, der blev hånet i deres fængsling er blot en af mange myter der er blevet udbredt.
På et møde sammenkaldt af Count Plunkett 19.april 1917 blev Sinn Féin dannet med bred politisk støtte, hvilket blev formaliseret 25.oktober 1917. Værnepligtskrisen i 1918 førte til yderligere støtte for Sinn Féin op mod valget til det britiske parlament 14.december 1918. Valget blev en jordskredssejr til Sinn Féin, hvis medlemmer samledes i Dublin 21.januar 1919 hvor de dannede Dáil Éireann og tog den irske uafhængighedserklæring til sig.

## Opstandens konsekvenser
Påskeopstanden var det første egentlige slag i Den irske uafhængighedskrig og det første skridt mod uafhængigheden. Nogle af dem, der overlevede opstanden, blev politiske ledere, mens de døde blev martyrer for den irske nation. Deres grave ved Arbour Hill militærfængsel blev et nationalmonument, og uafhængighedserklæringen proklameret under opstanden blev pensum i Irlands skoler. Der har årligt været afholdt en mindehøjtidelighed i form af en militærparade påskedag, en storslået fejring af 50-årsdagen i 1966.
Med udbruddet på Konflikten i Nordirland begyndte såvel regering, medier som akademikere at revidere deres syn på landets militære fortid; også Påskeopstanden. Koalitionsregeringen 1973-77 og specielt minister for post og telegrafi Conor Cruise O´Brien begyndte at promovere det synspunkt, at volden under påskeopstanden ikke var væsensforskellig fra den i Belfast og Derry. Cruise O´Brien og andre påstod, at opstanden var dømt til militært nederlag, og at dens tilhængere ikke forstod Ulsters unionisters stålsatte beslutsomhed for at blive i Det Forenede Kongerige. De historikere der har delt synpunkt med Conor O´Brien kaldes revisionistiske  og kalder opstanden for en "blodofring" Mens opstanden og dens ledere vedvarende er blevet hyldet af irske republikanere – også medlemmer af IRA og Sinn Féin – i form af vægmalerier i republikanske områder i Belfast og andre byer, der fejrer Pearse og hans medsammensvornes handlinger samt en række marcher, der gennemføres årligt i minde om opstanden, så ophørte den irske regering med dens årlige fejring i begyndelsen af 1970'erne og i 1976 tog den skridtet fuldt ud og forbød en demonstration foran GPO organiseret af Sinn Féin og den republikanske mindekomité.
Beslutningen delte befolkningen i dem der anså det som en krænkelse af den irske uafhængighed, heraf så man parlamentsmedlemmet fra regeringspartiet Labour, der dukkede og stod sammen Fiona Plunkett, en søster til Joseph Plunkett.
Og i dem der følte sig fastlåst af al den evige hyldest til militarisme og død og elendighed, som fortiden den havde budt på, så der var omvendt mange irere der tog godt imod at neddysse veteranernes fastslåen af irsk heroisme. For statens vedkommende kulminerede sidstnævnte tendens i at 75-årsjubilæet i 1991 totalt blev ignoreret.
Da der i løbet af 1990'erne kom våbenhvile, hvor det Provisoriske IRA spillede en aktiv rolle, førte det til et mere positivt officielt syn på opstanden, og ved 80-årsjubilæet i 1996 deltog Taoiseach og lederen af Fine Gael, John Bruton, ved mindehøjtideligheden ved Garden of Remembrance. I 2005 annoncerede Taoiseach Bertie Ahern at regeringens intentioner var at genindføre militærparaderne foran GPO ved 90-årsjubilæet i 2006 og at man ville nedsætte en komité der skulle planlægge fejringen af hundredårsjubilæet i 2016.

## 90 årsdagen for opstanden
90-årsdagen for påskeopstanden blev fejret med en militærparade i Dublin påskedag 16. april 2006. Paraden blev overværet af Irlands præsident, Dublins overborgmester, Irlands Taoiseach og mange parlamentsmedlemmer, der så den passere oprørernes hovedkvarter, General Post Office. Paraden omfattede godt 2.500 fra det irske forsvars. Paraden startede på Dublin Castle hvorefter den gik over Dame Street og College Green til hovedpostkontoret, GPO, hvor præsidenten nedlagde en krans. Det var den første officielle fejring siden de tidlige 1970'ere.